# Jon Brion
Jon Brion (Glen Ridge, 11 dicembre 1963) è un polistrumentista, compositore, cantante e produttore discografico statunitense.

## Biografia
Brion è nato nel New Jersey. Viene da una famiglia di musicisti. Sua madre, LaRue, era un'assistente e cantante, e suo padre, Keith Brion, era un direttore di banda a Yale. Il fratello e la sorella sono diventati rispettivamente un compositore/arrangiatore e una violinista. Brion ebbe difficoltà all'Hamden High School e all'età di 17 scelse di dedicarsi alla carriera di musicista.
Brion è un compositore di colonne sonore di successo e lavora frequentemente per il regista Paul Thomas Anderson, con il quale ha un rapporto preferenziale di lavoro. Ha inoltre contribuito alla musica di Boogie Nights.
In particolare, nelle sue colonne sonore, Brion è noto per il suo uso dei primi strumenti semi-elettronici, come il Chamberlin e l'optigan, per creare realistiche emulazioni di vari strumenti.
Si è guadagnato il premio Grammy per la Miglior Colonna Sonora per il suo lavoro in Magnolia del 1999 e in Se mi lasci ti cancello del 2004.
Brion è stato ingaggiato all'ultimo minuto per scrivere le musiche di scena per Ti odio, ti lascio, ti.... Ha anche scritto colonne sonore per i film I Heart Huckabees, Ubriaco d'amore, Fratellastri a 40 anni (con l'aiuto del collega musicista Chris Thile) e Synecdoche, New York. Inoltre ha fatto anche la composizione dal vivo per un commento musicale sul DVD di Fratellastri a 40 anni.

## Colonne sonore (parziale)
- Sydney, regia di Paul Thomas Anderson (1996)
- Boogie Nights - L'altra Hollywood (Boogie Nights), regia di Paul Thomas Anderson (1997)
- Magnolia, regia di Paul Thomas Anderson (1999)
- Ubriaco d'amore (Punch Drunk Love), regia di Paul Thomas Anderson (2002)
- Se mi lasci ti cancello (The Eternal Sunshine of the Spotless Mind), regia di Michel Gondry (2004)
- I Heart Huckabees - Le strane coincidenze della vita (I Heart Huckabees), regia di David O. Russell (2004)
- Ti odio, ti lascio, ti... (The Break-Up), regia di Peyton Reed (2006)
- Synecdoche, New York, regia di Charlie Kaufman (2008)
- Fratellastri a 40 anni (Step Brothers), regia di Adam McKay (2008)
- Glago's Guest, cortometraggio, regia di Chris Williams (2008)
- Funny People, regia di Judd Apatow (2009)
- I poliziotti di riserva (The Other Guys), regia di Adam McKay (2010)
- The Future, regia di Miranda July (2011)
- ParaNorman, regia di Chris Butler, Sam Fell (2012)
- Questi sono i 40 (This Is 40), regia di Judd Apatow (2012)
- L'ombrello blu (The Blue Umbrella), cortometraggio, regia di Saschka Unseld (2013)
- Delivery Man, regia di Ken Scott (2014)
- Un disastro di ragazza (Trainwreck), regia di Judd Apatow (2015)
- 40.000 dollari per non morire (The Gambler), regia di Rupert Wyatt (2014)
- Curmudgeons, cortometraggio, regia di Danny DeVito (2016)
- Lady Bird, regia di Greta Gerwig (2017)
- Wilson, regia di Craig Johnson (2017)
- Ritorno al Bosco dei 100 Acri (Christopher Robin), regia di Marc Forster (2018)
- 7 uomini a mollo (Le Grand Bain), regia di Gilles Lellouche (2018)
- L'amore che non muore (L'Amour ouf), regia di Gilles Lellouche (2024)